# 三国峠 (長野県・埼玉県)
三国峠（みくにとうげ）は、埼玉県秩父市中津川と長野県南佐久郡川上村大字梓山の間に位置する標高1,740メートルの峠。三国山から三宝山に続く奥秩父山塊の尾根を超える。信濃川水系（日本海側）と荒川水系（太平洋側）を分ける中央分水嶺上にある。
この峠で埼玉県側の秩父市道大滝幹線17号線（旧中津川林道）と長野県側の川上村道192号梓山線（旧梓山林道）が接続しており、自動車が通行可能な道路としては、長野県と埼玉県を直接結ぶ唯一のルートとなっている。長野県側の道路は舗装されているが埼玉県側は未舗装である。なお、秩父市道大滝幹線17号線は2016年の台風9号・10号により複数箇所で土砂流出や法面崩落が発生したため、同年8月よりこの峠を含む区間が通行止めになっている。